# 薛登
薛 登（せつ とう、647年 - 719年）は、唐代の官僚・文学者。もとの名は謙光。本貫は常州義興県。

## 経歴
貞観初年の泉州刺史の薛士通（薛安都の玄孫）の子として生まれた。文学や史書を広く渉猟し、人と前代の故事を談論するたびに、必ず広く典拠を引用してみせた。若くして徐堅や劉知幾と名声を等しくし、互いに仲が良かった。文明元年（684年）、閬中県主簿を初任とした。天授2年（691年）、左補闕となった。ときに官吏の選挙がみだりに行われていたため、謙光は上疏してこれを諫めた。また周辺民族の首長の子を人質に取る制度を禁絶するよう求めたが、武則天に聞き入れられなかった。
ほどなく謙光は水部員外郎に転じ、給事中・検校常州刺史を歴任した。宣州の朱大目が反乱を起こすと、謙光は防備を厳重にして民衆を安撫し、州内を落ち着かせた。刑部侍郎に転じ、銀青光禄大夫の位を加えられた。二度異動して尚書左丞となった。景雲2年（711年）、御史大夫に抜擢された。ときに僧の恵範が太平公主の権勢をたのんで、民間の商店から略奪して、州県も取り締まることができなかった。謙光は殿中の慕容珣とともに上奏してこれを弾劾した。このため太平公主と反目し、岐州刺史として出された。恵範が殺害されると、謙光は太子賓客となり、刑部尚書に転じ、金紫光禄大夫・昭文館学士を加えられた。開元初年、東都留守となり、さらに太子賓客に転じた。謙光は皇太子李嗣謙の諱を避けるため、登の名を賜った。ほどなく子の薛悦が憲司に弾劾されると、薛登もその罪に連座して郷里に帰された。開元7年（719年）死去した。享年は73。晋州刺史の位を追贈された。編著に『四時記』20巻があった。

## 伝記資料
- 『旧唐書』巻101 列伝第51
- 『新唐書』巻112 列伝第37